# 飯室芳男
飯室 芳男（いいむろ よしお、1925年1月18日 - ）は、日本の三段跳選手。

## 経歴
山梨県甲府市に生まれる。1942年、甲府工業学校を卒業し、1951年の第1回アジア競技大会の三段跳で優勝する。ついで1952年ヘルシンキオリンピックに出場し、6位に入賞した。
その後は、1954年山梨大学学芸学部非常勤講師、1980年山梨県国体準備局次長、1983年山梨県体育協会専務理事、1987年日本体育協会理事、日本スポーツ少年団副本部長、日本陸上競技連盟審議会会員などを歴任した。1995年県政功績者。2000年勲五等瑞宝章。